# Viana, Navarra
Viana (Biana in basco) là một đô thị trong tỉnh và cộng đồng tự trị Navarre, Tây Ban Nha. Đô thị này có dân số là 3.661 người, diện tích 78,619 km2. Đô thị Viana nằm ở độ cao 469 m trên mực nước biển.
Tiếng Castilla là ngôn ngữ chính thức được công nhận ở Viana còn tiếng Basque là ngôn ngữ không chính thức.

## Biến động dân số
| Biến động dân số Viana giai đoạn 1900 và 1990 | Biến động dân số Viana giai đoạn 1900 và 1990 | Biến động dân số Viana giai đoạn 1900 và 1990 | Biến động dân số Viana giai đoạn 1900 và 1990 | Biến động dân số Viana giai đoạn 1900 và 1990 | Biến động dân số Viana giai đoạn 1900 và 1990 | Biến động dân số Viana giai đoạn 1900 và 1990 | Biến động dân số Viana giai đoạn 1900 và 1990 | Biến động dân số Viana giai đoạn 1900 và 1990 | Biến động dân số Viana giai đoạn 1900 và 1990 |
| 1900                                          | 1910                                          | 1920                                          | 1930                                          | 1940                                          | 1950                                          | 1960                                          | 1970                                          | 1980                                          | 1990                                          |
| --------------------------------------------- | --------------------------------------------- | --------------------------------------------- | --------------------------------------------- | --------------------------------------------- | --------------------------------------------- | --------------------------------------------- | --------------------------------------------- | --------------------------------------------- | --------------------------------------------- |
| 2.876                                         | 2.936                                         | 2.789                                         | 2.788                                         | 2.692                                         | 2.785                                         | 2.513                                         | 3.101                                         | 3.389                                         | 3.276                                         |
| Nguồn:                                        |                                               |                                               |                                               |                                               |                                               |                                               |                                               |                                               |                                               |

| Biến động dân số                                      | Biến động dân số | Biến động dân số | Biến động dân số | Biến động dân số | Biến động dân số | Biến động dân số | Biến động dân số | Biến động dân số | Biến động dân số | Biến động dân số |
| 1996                                                  | 1998             | 1999             | 2000             | 2001             | 2002             | 2003             | 2004             | 2005             | 2006             | 2007             |
| ----------------------------------------------------- | ---------------- | ---------------- | ---------------- | ---------------- | ---------------- | ---------------- | ---------------- | ---------------- | ---------------- | ---------------- |
| 3 389                                                 | 3 389            | 3 488            | 3 493            | 3 614            | 3 563            | 3 589            | 3 580            | 3 596            | 3 661            | 3 711            |
| Sources: Viana et instituto de estadística de navarra |                  |                  |                  |                  |                  |                  |                  |                  |                  |                  |

==Tham khảo==